# Вулканска плоча
Вулканске плоче формирају се у рељефу хлађењем и консолидацијом лаве разливене на великим површинама. Њихове димензије могу бити знатних размера. На Исланду је постојала вулканска плоча вулкана „Обадарун” са површином од 3 684 km², док се вулканска плоча Антрим, у северозападном делу Ирске, простире на површини од 3 219 km².
Вулканске плоче велике дебљине и пространства називају се вулканским платоима. Они постају вишеструким изливањем лавичних потока током геолошке прошлости. Пример вулканског платоа је Декан на територији Индије а има их и на Фарским острвима, Исланду, у Сирији, Етиопији, Колумбији итд.
По престанку вулканске активности јединствене вулканске плоче бивају изложене ерозији, разарању и поступном редуцирању. Временом, деловањем ових процеса, од јединствених плоча заостају мање изоловане лавичне плоче које су морфолошки изразите у рељефу. Примери оваквих плоча и њихових остатака има у Њу Мексику. Типичне базалтске плоче јављају се код села Младог Нагоричана, недалеко од Куманова, у Северној Македонији.